# Grad Kostanjevica (Kostanjevica na Krki)
Grad Kostanjevica (nemško Landstrost) je bil srednjeveški grad, ki je stal na severozahodnem delu otoka Kostanjevica na Krki, za današnjo župnijsko cerkvijo sv. Jakoba.
Grad je bil spanheimski mestni grad, upravljali pa so ga njihovi ministeriali, gospodje Kostanjeviški, ki so hkrati upravljali tudi grad Kostanjevica v vasi Stari Grad v Podbočju. Kostanjeviški so v virih omenjeni med letoma 1249 in 1252. Leta 1305 je grad pridobil goriški grof Majnhard, za njim pa Frankopani, Ortenburžani, Celjani in Habsburžani. Grad so leta 1439 porušili grofje Celjski v bojih s Habsburžani. Po letu 1456, ko so Celjani izumrli, so Habsburžani nekdanjo mestno hišo preuredili v dvorec Kostanjevica, ki je postal sedež gospostva.